# Calle de Valdeláguila
La calle de Valdeláguila es una vía pública de la ciudad española de Segovia.

## Descripción
La vía nace de la plaza de la Trinidad y discurre hasta conectar con la calle del Vallejo. Honra con el título a Mencía del Águila, que gobernó la ciudad cuando Alfonso XI era aún menor de edad. Aparece descrita en Las calles de Segovia (1918) de Mariano Sáez y Romero con las siguientes palabras:

Valdeláguila.—Está comprendida entre las calles de la Victoria y de la Trinidad. Es una calle corta y su nombre recuerda a la turbulenta D.ª Mencía del Aguila, a quien en la minoría del rey Alfonso XI se dió el gobierno de esta Ciudad y que vivió en lo que fué teatro en la calle de la Victoria y que también da en gran parte a esta calle que describimos. Se halla en ella la antigua casa de D. Diego Enríquez, con fachada toda de piedra sillería, portada con friso, frontón y medias columnas del siglo XVI. Fué D. Diego Enríquez cronista de Castilla en tiempos de Enrique IV. Estando D. Diego fuera de su casa, cuando los parciales del infante D. Alonso entraron en la Ciudad, forzaron las puertas de su mansión los criados del Arzobispo Carrillo y al enterarse por los manuscritos que tenía el cronista que daba como ganada por el rey la batalla de Olmedo, buscaron a D. Diego, le maltrataron y le condenaron a muerte, la que no llegaron a ejecutar por haber muerto en aquellos días el infante. En la casa propiedad del Sr. Burgos, está hoy instalada la Audiencia provincial.
(Sáez y Romero, 1918, p. 188)